# Merdeka 118
Merdeka 118, també conegut com Merdeka PNB 118, Warisan Merdeka Tower i KL 118 és un gratacel de 118 pisos i 678,9 metres d'alçada a Kuala Lumpur, Malàisia. És el segon edifici més alt del món.
El nom de l'edifici, Merdeka (que significa 'independència'), s'inspira en la seva proximitat a dos estadis: Stadium Merdeka i Stadium Negara. L'agulla de l'edifici es va completar el novembre de 2021.
Es preveu que l'edifici estigui acabat a finals del 2022, i esdevindrà el més alt de Malàisia i del Sud-est Asiàtic. Superarà la Torre de Xangai, de 632 m, com a segon edifici i estructura més alts del món, les Torres Petronas, de 451,9 m, com a edifici més alt de Malàisia, i el Landmark 81, de 461 m, com edifici més alt de l'ASEAN. L'edifici serà també el primer de Malàisia en rebre la triple qualificació de platí de les certificacions mundials de sostenibilitat, inclòs el Lideratge en Energia i Disseny Ambiental (LEED).